# 竇軌
竇 軌（とう き、生年不詳 - 630年）は、中国の唐の軍人。太穆竇皇后の従兄弟で、唐朝の外戚にあたる。字は士則。本貫は扶風郡平陵県。

## 経歴
北周の雍州牧・酇国公の竇恭（竇熾の子）の子として生まれた。隋の大業年間、資陽郡東曹掾となったが、官を捨てて帰郷した。617年、李淵が起兵すると、千人あまりを集めて長春宮で李淵を迎えた。渭南の地を経略し、永豊倉を落とし、五千の兵を集めて、長安平定に従った。賛皇県公に封ぜられ、大丞相諮議参軍となった。 
稽胡が五万人あまりを率いて宜君を攻撃したとき、竇軌は李淵の命を受けて稽胡の討伐にあたった。竇軌の軍が黄欽山にいたとき、稽胡は高所に陣取って弓を射てきたため、竇軌の軍は潰乱して退却した。竇軌は部将十四人を斬って、その次の位の者を代えて抜擢し、自らは数百騎を率いて軍の後ろにつき、「鼓の音を聞いて進まない者は後ろから斬るぞ」と命じた。鼓の音が鳴り出すと、竇軌の軍は争って敵中に進み、稽胡は射ても竇軌の軍の進撃を止めることができず、竇軌の軍は大勝した。618年、太子詹事に任ぜられた。赤排羌が薛挙や鍾倶仇とともに漢中を攻撃すると、竇軌は秦州総管に任ぜられて、連戦して功績を挙げ、酇国公に進封された。620年、益州道行台左僕射に任ぜられた。党項が吐谷渾の人々を引き連れて松州を攻撃したとき、竇軌は扶州刺史の蒋善合とともに救援に向かった。蒋善合は先に到着して鉗川で戦端を開いたが、敗走した。竇軌は臨洮に進軍して、左封を攻撃し、その部衆を破った。羌に対する防備の対策として、初めて松州に屯田を置いた。まもなく命を受けて秦王李世民に合流し、洛陽の王世充に対する征戦に従った。621年、益州に帰還した。 
竇軌は顕位にのぼっても性格は厳格で、自ら労苦をいとわず、いつ敵が現れてもいいように、身から甲を解くことはなかった。部下が命令にそむくと即座に処刑し、小さな過失でも鞭をふるって流血が絶えなかった。かれに会う人はみなおそれて足腰が震えあがり、こうして益州の乱はことごとく平定された。竇軌は入蜀したときにその甥を腹心としていたが、夜中に呼び出してやってこなかったので、これを斬った。また家奴に外出しないよう戒めていたが、うっかり家奴を官衙の厨房に使いにやって糊を取りに行かせてしまった。竇軌は「おまえを使いに立てたのは私だが、おまえの頭を斬らねばならないのは法に明らかである」と言って家奴を斬るように命じた。家奴は濡れ衣だと訴えたため、刑罰をつかさどる者が疑って決しないでいると、竇軌は合わせてこれも斬った。のちに入朝したとき、御榻の座を賜ったが、態度はつつましくなく、座ったまま詔に答えたため、李淵は怒って「公が入蜀したとき、車騎・驃騎の従者は二十人いたが、公はことごとく斬り殺してしまった。わたしが車騎をくだいても、なお公に与えるには不足だろう」と言った。このため竇軌は獄に下された。しかし釈放され、益州に再び赴いた。 
ときに竇軌と益州行台尚書の韋雲起・郭行方は性格が合わなかった。626年に李建成が殺されると、詔が益州に到着したが、竇軌は詔を懐中にしまって隠した。韋雲起は詔がどこにあるのか訊ねると、竇軌は詔を示すことなく、「卿は乱を欲するか」と言って、韋雲起を捕らえて殺した。郭行方はおそれて長安に逃亡し、命が助かった。この年に行台が廃止されると、竇軌は益州都督に任ぜられ、食邑六百戸を受けた。 
627年、召し出されて右衛大将軍に任ぜられた。628年、洛州都督として出向した。洛陽は隋末の乱で荒廃していたが、竇軌は農業を奨励し、諸県に命じて、生業につかずに遊んでいる者をつかまえては生業につかせた。630年、世を去ると、并州都督の位を追贈された。 
子に竇奉節があり、永嘉公主を妻とし、左衛将軍・秦州都督を歴任した。

## 伝記資料
- 『旧唐書』巻六十一 列伝第十一「竇軌伝」
- 『新唐書』巻九十五 列伝第二十「竇軌伝」